# Téli sármánypinty
A téli sármánypinty avagy sötétszemű sármánypinty (Junco hyemalis) a madarak osztályának verébalakúak (Passeriformes) rendjébe és a verébsármányfélék (Passerellidae) családjába tartozó faj.

## Előfordulása
Szinte egész Észak-Amerika.

## Alfajai
- Junco hyemalis aikeni Ridgway, 1873
- Junco hyemalis caniceps (Woodhouse, 1853)
- Junco hyemalis carolinensis Brewster, 1886
- Junco hyemalis cismontanus Dwight, 1918
- Junco hyemalis dorsalis Henry, 1858
- Junco hyemalis hyemalis (Linnaeus, 1758)
- guadalupe-szigeti sármánypinty (Junco hyemalis insularis) Ridgway, 1876
- Junco hyemalis mearnsi Ridgway, 1897
- Junco hyemalis montanus Ridgway, 1898
- Junco hyemalis mutabilis Van Rossem, 1931
- Junco hyemalis oreganus (J. K. Townsend, 1837)
- Junco hyemalis pinosus Loomis, 1893
- Junco hyemalis pontilis Oberholser, 1919
- Junco hyemalis shufeldti Coale, 1887
- Junco hyemalis thurberi Anthony, 1890
- Junco hyemalis townsendi Anthony, 1889

|  |  |  |

## Megjelenése
Feje és háti oldala sötét palaszürke; hasi oldala a melltől kezdve fehér, az evezők és azok fedőtollai sötétbarnák, külső szegélyükön elmosódott barnás szegéllyel. A kormánytollak barnásfeketék, a két szélső fehér s a harmadszélső farktollakon egy-egy hosszúkás fehér szárfolt. Szeme sötétbarna, csőre vörhenyes szarufehér, lába hússzínű. A tojó hasonlít a hímhez, de a palaszürke színezés rajta világosabb.
Néha díszmadárként is tartják.
|  |  |  |